# هتل هوس
هتل هوس (آلمانی: Hotel Desire) نام یک فیلم کوتاه فیلم درام و اِروتیک به نویسندگی و کارگردانی سرگئی مویا است که در سال ۲۰۱۱ میلادی منتشر شد. صحنه‌های هم‌آغوشی زارالیزا فُلم و کلیمنس شیک در این فیلم، ساختگی نیست.

## خلاصهٔ داستان
آنتونیا زن جوانی است که از سال‌ها پیش از همسرش جدا شده‌است و با پسر کوچکش ۷ ساله‌اش در برلین زندگی می‌کند. او مدتی متمادی است که به عنوان مستخدمهٔ یک هتل، سخت مشغول کار است و فرصتی برای تفریح، سرگرم‌کردن پسرش و رسیدگی به زندگی شخصی‌اش نداشته‌است. در یک روز گرم تابستانی، او فرزندش را سوار اتوبوس می‌کند تا به پاریس برود و ۲ هفته را با پدرش (همسر سابق آنتونیا) بگذراند. آن دو قرار است با هم به کوت دازور بروند و آنتونیا از این موضوع خوشحال است که فرصتی دست داده تا پسرش کوچکش، تفریحی بکند.
آنتونیا بخاطر این موضوع، دیر به محل کارش می‌رسد و سخت از سوی مدیر هتل توبیخ می‌شود و مدیر می‌گوید این، آخرین فرصت اوست و اگر دیگر بار دیر کند، یقیناً اخراج خواهد شد. او در عین‌حال بابت رفتن و دوری فرزندش، دلتنگ است. آنتونیا برای تعویض لباس به اتاق مستخدمان رفته و در آنجا یکی از همکارانش که او را درهم‌آشفته و دلگیر می‌بیند به او می‌گوید که دلیل این همه فشار روحی و عصبی آن است که آنتونیا مدت‌هاست رابطه جنسی نداشته‌است و به او پیشنهاد می‌کند در اولین فرصت ممکن، فکری برای این خلاء مهم زندگی‌اش بکند.
کمی بعد، او برای تمیز کردنِ اتاق ۸۲۳ به آنجا رفته و اتاق را خالی می‌یابد. وی نمی‌داند که این اتاق، متعلق به نقاشِ مشهور نابینایی به نام «یولیوس پاس» است که تنها با لمس کردن چهرهٔ افراد، به خصوصیاتِ فیزیکی آنان پی برده و نقاشی‌های پرترهٔ فوق‌العاده‌ای خلق می‌کند و اینک برای افتتاح نمایشگاهی از آثارش، به برلین آمده است. نقاشِ نابینا در حمام است و آنتونیا مشغول وارسی اتاق و تماشای طراحی‌های اوست که به ناگاه، تلفنِ همراهِ نقاش زنگ می‌خورد و او از حمام بیرون آمده و به اتاق می‌آید. در آغاز، آنتونیا نمی‌داند که او نابیناست و فکر می‌کند که نقاش، او را حین وارسی وسایل شخصی‌اش دیده است. نقاش هم نمی‌داند که آنتونیا در اتاق است و زیر لب با خود صحبت می‌کند و آنتونیا، آرام صحبت‌های او را گوش می‌کند و حرف‌هایش، لبخندی بر لبانش می‌آورد. موقعیت آنتونیا در اتاق بگونه‌ای است که نمی‌تواند بی‌سر و صدا، آنجا را ترک کند. نقاش لباس‌هایش را می‌پوشد و آمادهٔ رفتن می‌شود، اما هنگامی که می‌خواهد کفش‌هایش را بپوشد، دستش به کفش‌ها و پاهای آنتونیا می‌خورد که در گوشه‌ای کنار پرده، ساکت ایستاده است و اینجاست که نقاش متوجهٔ حضور او می‌شود و…

## بازیگران
- زارالیزا فُلم در نقش «آنتونیا»
- کلیمنس شیک در نقش «یولیوس پاس»
- یان-گرگور کرمپ در نقش «مارسل»
- فردریک لائو در نقش «دربان هتل»
- هربرت کنوپ در نقش «مدیر هتل»
- تریستان پوتر در نقش «متصدی پذیرش هتل»
- هانس-اووه باوئر در نقش «رانندهٔ اتوبوس»
- پالینا راژینسکی در نقش «یولی»
- لیروی گِرکه در نقش «لوکا»
- کارلو لیوبک در نقش «صاحب گالری نقاشی»
- سوزان هوکه

## پخش و بازخورد
فیلم در آغاز به سبب محتوایش، به‌صورت آنلاین در معرض فروش قرار گرفت. شرکت «ویدئوتک ویدئولود» متعلق به «دویچه تله‌کام» فروش آن را پنج برابر حالت عادی توصیف کرد و فیلم از همان آغاز در صدر جدول فروش این کمپانی قرار گرفت. سپس دو سال بعد، در ۱۶ ژوئیه ۲۰۱۳ میلادی، از شبکهٔ تلویزیونی سراسری «آرته» پخش شد.
«اسکار پیگزا» نویسندهٔ هفته‌نامهٔ «اشپیگل»، این فیلم را پورنوگرافی نمی‌داند و می‌گوید: «برخلاف آنگونه فیلم‌ها، در «هتل هوس» صحنه‌های هم‌آغوشی که در مجموع حدود ۱۰ دقیقه از فیلم را تشکیل می‌دهند، محافظه‌کارانه، سبک‌تر و گذرا است و سکانس‌ها به‌تندی در پی هم کات می‌خورند و حرکات دوربین همچون رقص باله است و اَعمال حیوانی در فیلم دیده نمی‌شود. صحنه‌های هم‌آغوشی، ساختارشکنانه، تجاوزمانند و حتی کثیف نیستند، بلکه رابطه‌ای سبکبار بین دو فرد بالغ است که نوازش و هم‌آغوشی گرم‌شان، به آرامش فکری و روحی آنان منجر می‌شود.»